# Kinect Sports
Kinect Sports é um jogo eletrônico para Xbox 360 que usa o Kinect. O jogo foi desenvolvido pela Rare e foi lançado com o Kinect. O jogo permite que vários jogadores se divirtam em seis diferentes esportes de movimento controlado, com muitos desafios para cada experiência. Ele também inclui o modo Sports Party ,permitindo que muitos jogadores joguem em um torneio ou uma série de torneios. O Kinect Sports suporta download de conteúdos adicionais.

## Esportes incluídos
- Boliche: O boliche pode ser jogado por 1 até 4 jogadores, ou uma seleção de desafios.
- Boxe: Pode se jogar três rounds por partida para um ou dois jogadores, split-screen ou através do Xbox Live.
- Atletismo (Inclui corrida (100 metros rasos), lançamento de dardo, lançamento de disco, salto em distância e corrida com barreiras): Todos tendo lugar no Flame Stadium. É possível também jogar Pentatlo, praticando os cinco eventos em sucessão.
- Tênis de mesa: Individual ou jogos de duplas. Há também uma selecção de modos de desafio.
- Futebol : O futebol pode ser jogado sozinho contra um time controlado por computador, com dois jogadores (cooperativo ou competitivo) ou em um dos modos de desafio baseado em habilidade.
- Vôlei de Praia: Pode-se jogar sozinho contra um time controlado por computador, dois jogadores (cooperativo ou contra), split-screen ou através da Xbox Live

## Recepção
O jogo recebeu avaliações acima da média de acordo com o site Metacritic. No Japão, onde o jogo foi portado para lançamento em 20 de novembro de 2010, Famitsu deu a ele uma pontuação de 29 de 40, enquanto o Famitsu X360 deu 30 de 40.
O talk show de videogame Good Game deu 7 de 10, dizendo que não parecia um jogo de esportes do Wii e que você realmente tinha que usar todo o seu corpo para jogá-lo;  no entanto, eles disseram que o futebol parecia um pouco com morte cerebral.  No geral, eles disseram: "É uma coleção sólida de esportes para mostrar o Kinect e é bem apresentada com muita música licenciada excelente."
Em abril de 2011, o jogo vendeu mais de três milhões de unidades.

### Prêmios
Kinect Sports ganhou o prêmio de jogo familiar do ano BAFTA e foi indicado para 5 outros prêmios, incluindo o Golden Joystick Award de Melhor Jogo de Esportes de 2011 e prêmios de Melhor Novo IP, Realização de Áudio e Inovação Técnica no Develop Awards 2011.
Outras indicações incluíram um Prêmio de Jogo Casual do Ano no 14º Annual Interactive Achievement Awards e o prêmio New Game Brand no MCV Industry Excellence Awards 2011.